# Vampirella
Vampirella és una superheroïna vampir fictícia creada per Forrest J Ackerman i l'artista de còmics Trina Robbins a la revista de còmics de terror en blanc i negre de Warren Publishing Vampirella numero 1 (set. 1969), una publicació germana de Creepy i Eerie.

## Història de la publicació

### Warren Publishing
Vampirella va aparèixer inicialment a la revista de còmics de terror en blanc i negre de Warren Publishing, Vampirella numero 1 publicat el 15 de juliol de 1969 (amb data de portada setembre de 1969), que va arribar al número 112 (març de 1983), més una reimpressió anual d'històries de la sèrie de 1972, i un especial de 1977 amb reimpressions en color dels contes de José González. El títol era una revista germana de les antologies de terror de Warren Creepy i Eerie. Igual que les respectives mascotes d'aquelles revistes, Uncle Creepy i Cousin Eerie, Vampirella va presentar històries de terror, tot i que a diferència d'elles, també protagonitzaria la seva pròpia història, que encapçalaria cada número. Vampirella va ser editat inicialment per Bill Parente. Més tard seria editat per Archie Goodwin (números 7–12, 34–35), Billy Graham (núm. 13–16), Bill DuBay (núm. 21–50, 87–95, 101–102) i Louise Jones (núm. 51–86).
Segons l'historiador de còmics Richard J. Arndt, «Forrest Ackerman va crear, o almenys va tenir una gran influencia a l'hora de crear, Vampirella i, clarament, també va tenir una gran influència a l'hora de donar forma a l'estil alegre de la història de noies dolentes d'aquest número». El seu vestit i el seu estil de cabell van ser dissenyats per l'artista de còmics Trina Robbins. El primer artista de la història del personatge va ser Tom Sutton. La portada del primer número de l'artista Frank Frazetta va ser un substitut de la portada original de l'artista europeu Aslan. El personatge es va basar en la Barbarella de la pel·lícula de Jane Fonda.
José González es va convertir en l'artista principal del personatge a partir del número 12. Altres artistes que dibuixarien Vampirella durant l'edició original de la seva revista van ser Gonzalo Mayo, Leopold Sanchez, Esteban Maroto, José Ortiz, Escolano, Rudy Nebres, Ramon Torrents, Pablo Marcos, Jim Janes, John Lakey, Val Lakey i Louis Small Jr.
Els serials de complement que apareixien a Vampirella incloïen "Tomb of the Gods", "Pantha" i "Fleur". La mateixa Vampirella també va aparèixer en una història amb els altres personatges de Warren Pantha and the Rook a Eerie numero 94–95, i amb la majoria dels personatges de Warren en un especial crossover de la companyia a Eerie numero 130.

### Harris Publications
Després de la fallida de Warren, Harris Publications va adquirir els actius de l'empresa en una subhasta l'agost de 1983, tot i que la foscor legal i una demanda de 1999 de l'editor de Warren James Warren van donar lloc a la seva recuperació dels drets de les publicacions germanes Creepy i Eerie. Harris Comics va publicar històries de Vampirella en diverses sèries i minisèries des del 1991 fins al 2007, començant per Vampirella nº 113 (1988), una continuació d'un número de la sèrie original, que conté reimpresiones de Vampirella i una història nova sense relació.

### Dynamite Entertainment
El 17 de març de 2010, Dynamite Entertainment va adquirir els drets de Vampirella de Harris Comics. L'editor va iniciar una nova sèrie en curs amb Vampirella #1, el novembre de 2010. Una nova sèrie mensual, Vampirella and the Scarlet Legion, es va publicar el maig de 2011 seguint el títol principal. La sèrie va durar 38 números abans de concloure el gener de 2014.
El títol es va reiniciar el juny de 2014 amb Vampirella vol. 2, número 1 de l'autora Nancy Collins. La sèrie de 2014 continuaria amb el volum 3 el març de 2016, que es va destacar per donar a Vampirella un vestit nou. Un segon reinici i un quart rellançament en general, Vampirella vol. 4, va començar el 2017. La sèrie va ser escrita inicialment per Paul Cornell, i més tard per Jeremy Whitley.
Un cinquè rellançament, escrit per Christopher Priest i Ergun Gündüz, va començar a publicar-se el juliol de 2019 i va commemorar el 50è aniversari del personatge. La carrera va durar 25 números i va acabar amb el matrimoni de Vampirella.

### Mike The Pike Productions
El 2 de març de 2021, la filial de Mike The Pike Productions, Inc., Arowana Media Holdings, Inc., va adquirir els drets mundials de pel·lícula, televisió i streaming de Vampirella de Dynamite Entertainment, incloent històries, personatges i obres derivades de l'univers Vampirella.